# První železniční koridor

Mapa prvního železničního koridoru

I. tranzitní železniční koridor je název pro hlavní dálkový železniční tah mezi Děčínem a Břeclaví. Koridor prochází po následujících tratích Správy železnic:
- (Schöna DB –) Dolní Žleb – Děčín (v jízdním řádu pro cestující trať 098)
- Děčín – Ústí nad Labem – Kralupy nad Vltavou – Praha–Holešovice (tratě 090 a 091)
- Praha-Holešovice – Kolín – Pardubice – Česká Třebová (tratě 010 a 011)
- Česká Třebová – Svitavy – Brno (trať 260)
- Brno – Břeclav – Lanžhot (– Kúty ŽSR) (část tratě 250)

I. železniční koridor představuje tedy kromě významného vnitrostátního spojení také tranzitní spojení Berlína a Drážďan s Bratislavou, popř. Vídní. V tomto smyslu jde o část 4. panevropského koridoru. Celková délka koridorové tratě je 458 km.[zdroj?]

## Historie

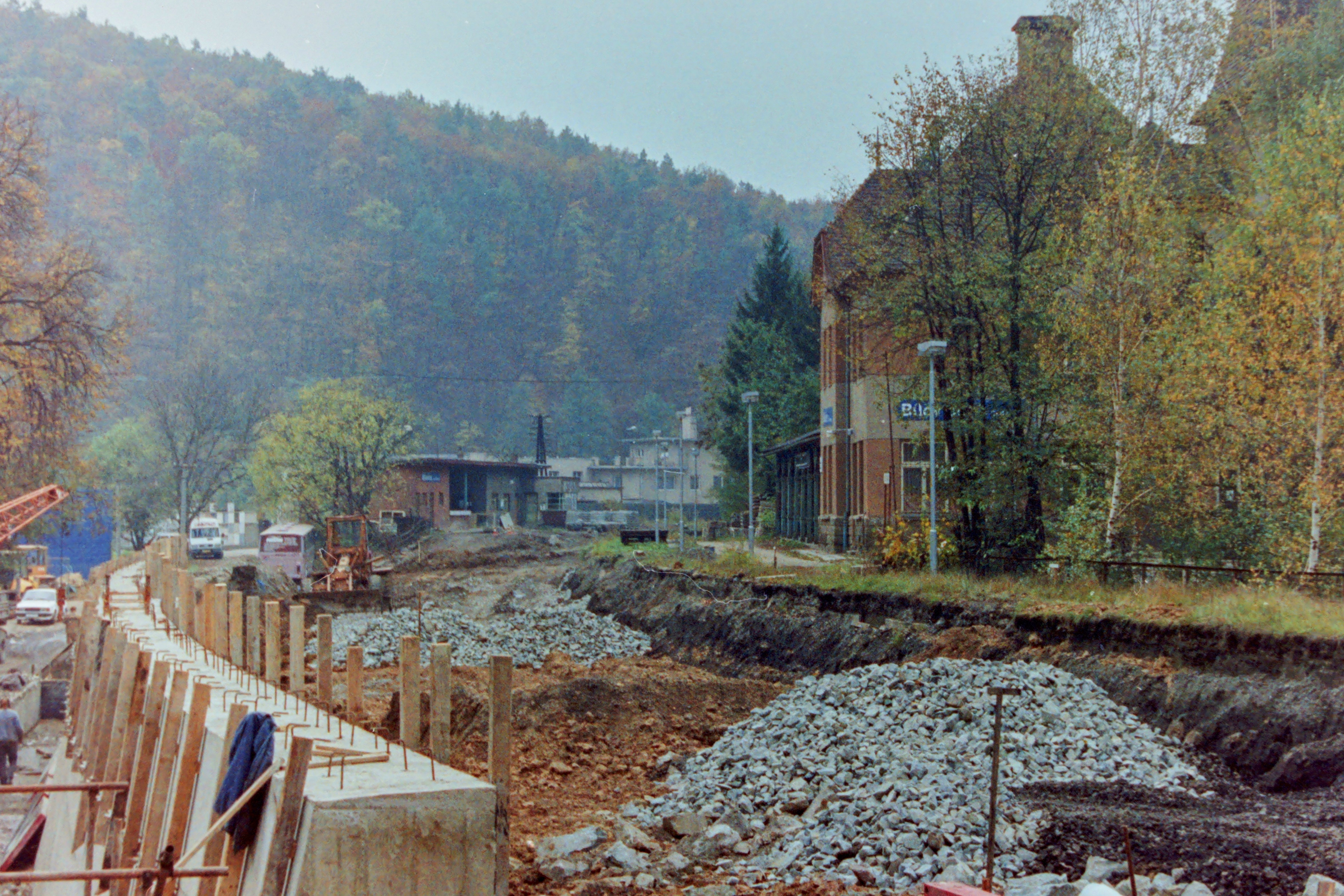
Výstavba koridoru v úseku Brno – Česká Třebová v roce 1996

Provoz na první části dnešního železničního koridoru, trati Břeclav – Brno, byl zahájen již v roce 1839 a šlo vůbec o první železniční trať s využitím parního provozu na území dnešní České republiky. Praha byla dostavbou úseku z České Třebové přes Pardubice připojena v roce 1845. Po roce 1918 byly tratě zdvoukolejňovány a po roce 1951 i elektrizovány. Většina trasy 1. železničního koridoru byla elektrizována v roce 1966. Hlavní provoz byl ovšem veden po tratích Brno – Havlíčkův Brod a Havlíčkův Brod – Kolín. Elektrizace tratě Brno – Česká Třebová proběhla totiž až v rámci samotné výstavby koridoru – v roce 1999.
V druhé polovině 80. let 20. století činila jízdní doba rychlíkem Brno – Praha po variantě přes Havlíčkův Brod kolem 3 h 20 minut, přes Českou Třebovou pak dokonce 4 h 20 minut. O zanedbanosti tratí po dobu komunistického režimu svědčí i fakt, že expres Slovenská strela již v roce 1938 zvládl tutéž trasu za 2 h 55 min.
Železniční koridory předpokládají kapacitní a rychlé spojení, ideálně až rychlostí 160 km/h. Jelikož Česká republika je členitým státem střední Evropy, naplňuje se tato představa poněkud hůře. Již od začátku bylo jasné, že některé úseky budou muset zůstat v nižší rychlosti. Nakonec však některé dokončené úseky jsou postavené ještě na nižší rychlosti, než bylo očekáváno.

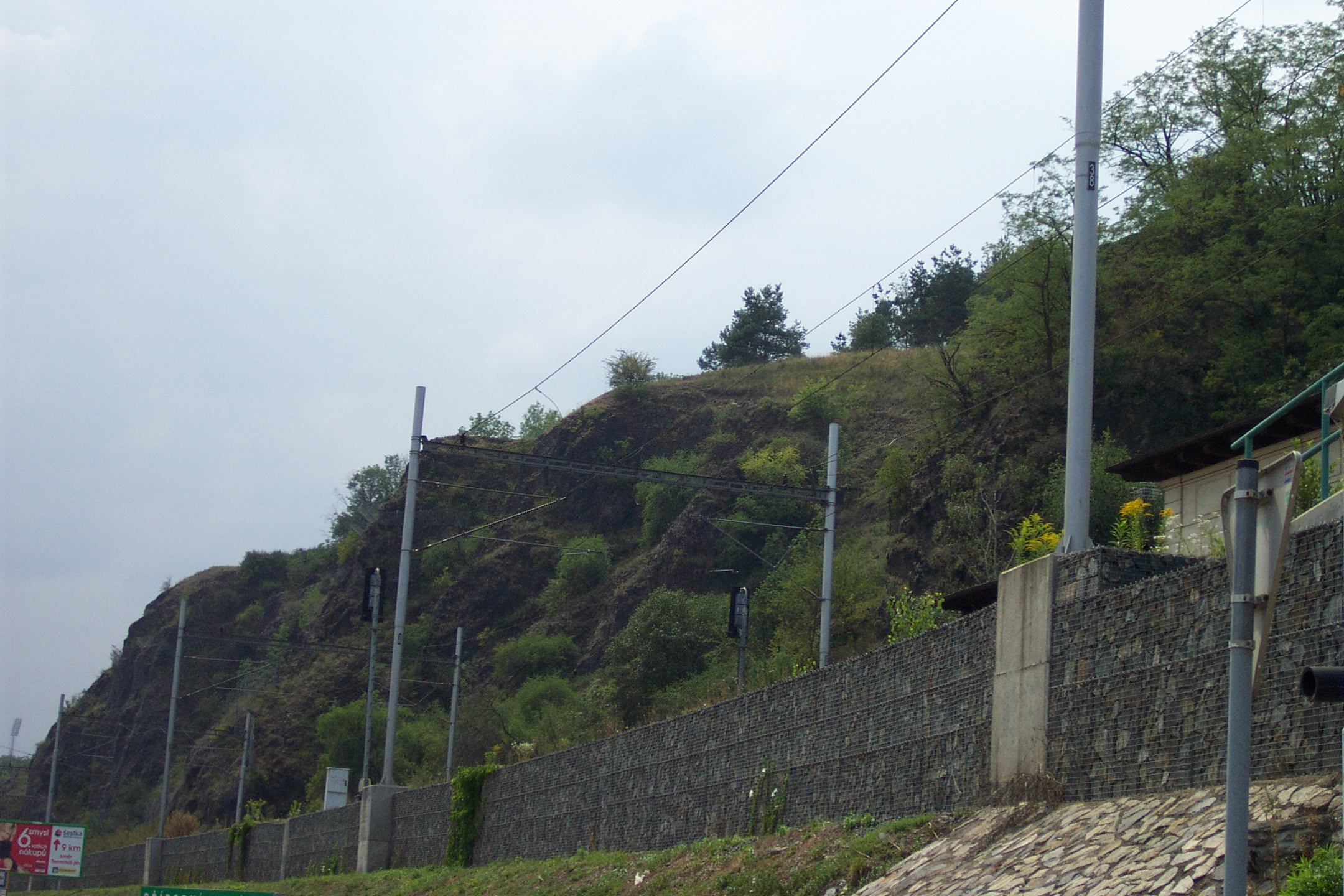
Trať prvního koridoru nedaleko pražské Podbaby

1. železniční koridor se začal stavět v roce 1993 modernizací úseku Úvaly – Kolín. Původní plány předpokládaly dokončení koridoru v roce 2000. Již během roku 1995 se tento plán ukázal jako utopie a do roku 2000 tak měl být hotov jen úsek Praha – Česká Třebová a celý koridor až v roce 2003. Ani tento úsek se nepodařilo do konce století dokončit, navíc z plánů modernizace zcela vypadl úsek Choceň – Ústí nad Orlicí.
12. října 2004 byl 1. železniční koridor stavebně po 11 letech dokončen.[zdroj?] Přesto se však nejednalo o poslední stavby na trase koridoru. V roce 2005 tak byla dokončena stavba železniční stanice Choceň a Děčín, začátkem roku 2008 byla dokončena stavba Ústí nad Labem, v polovině roku 2010 pak rekonstrukce Břeclavi (pouze 1. stavba) a průjezd železničním uzlem Kolín. Velké diskuse jsou vedeny kolem hlavního nádraží v Brně (zde je zvažována možnost přesunutí stavby asi 700 m směrem od centra, což by na jednu stranu urychlilo průjezd Brnem, na druhou stranu by to výrazně zkomplikovalo přestupy cestujících na městskou dopravu). Vzhledem k předpokládanému financování z národních zdrojů byla tato stavba odložena na dobu po roce 2020.
V roce 2009 bylo dostavěno pražské Nové spojení. Tato stavba není ovšem považována za koridorovou stavbu (byť se tras koridorů dotýká).

## Současnost

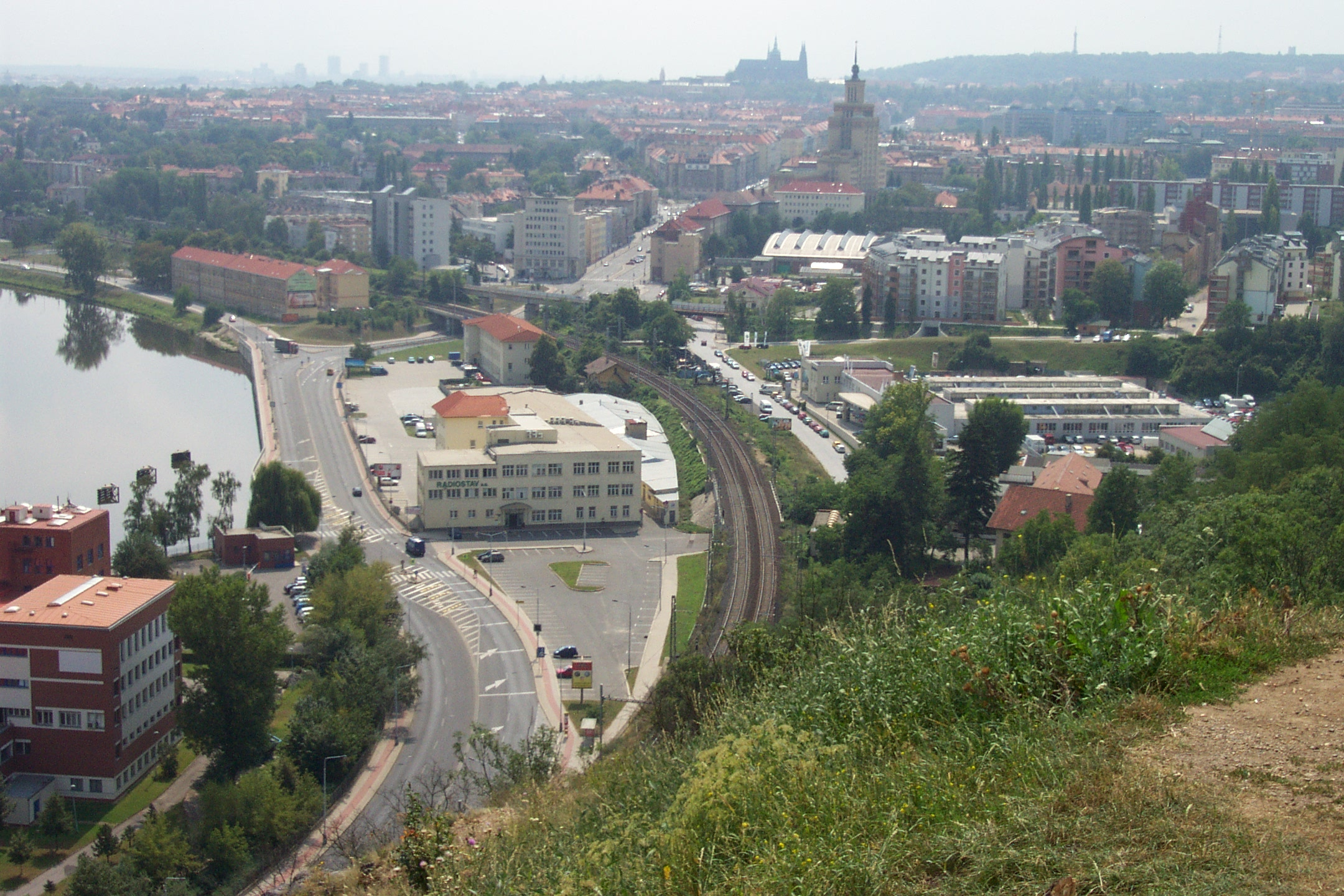
Pohled na 1. železniční koridor (uprostřed) ze zříceniny Baba

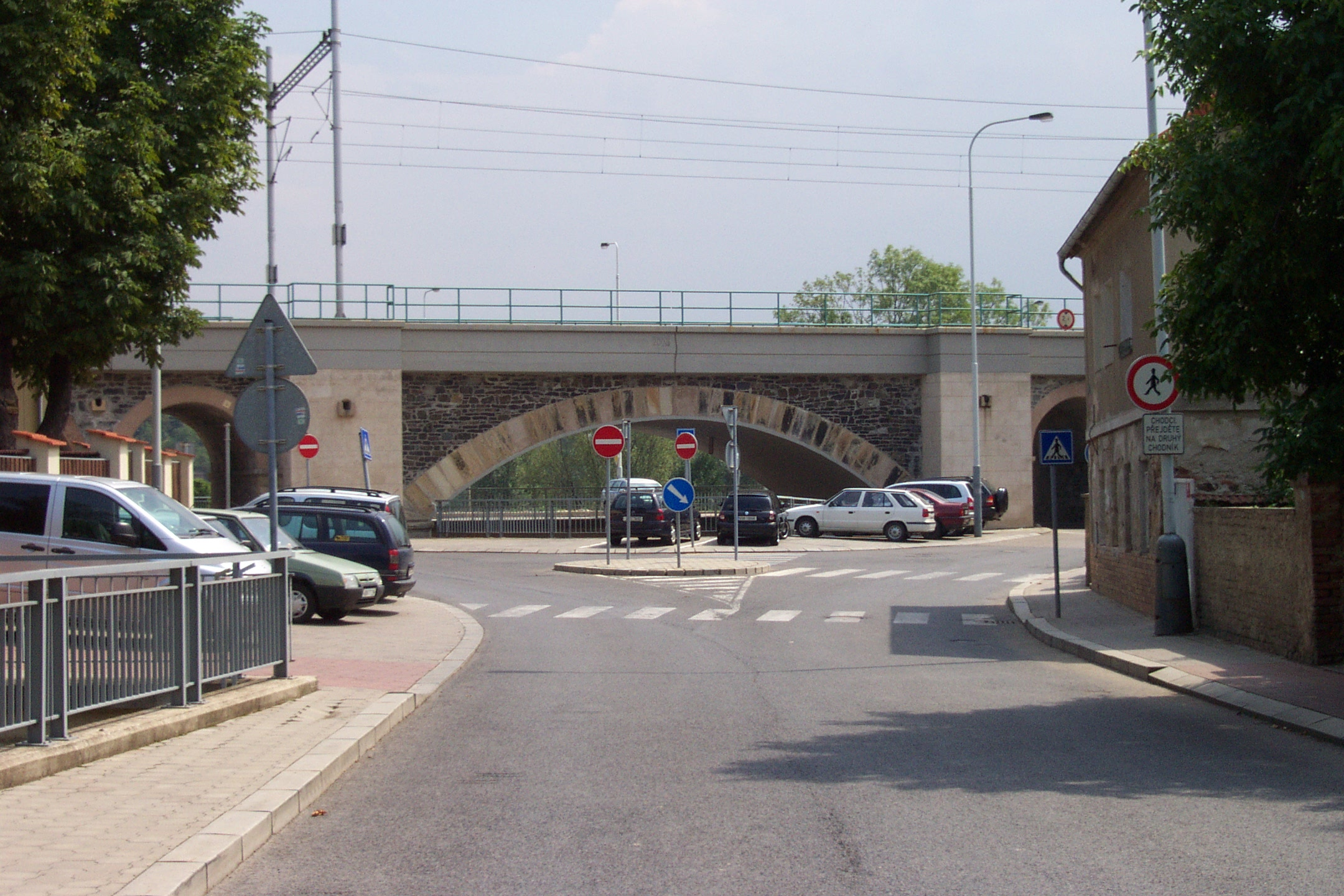
Most koridoru v oblasti Dejvic, nedaleko Podbaby

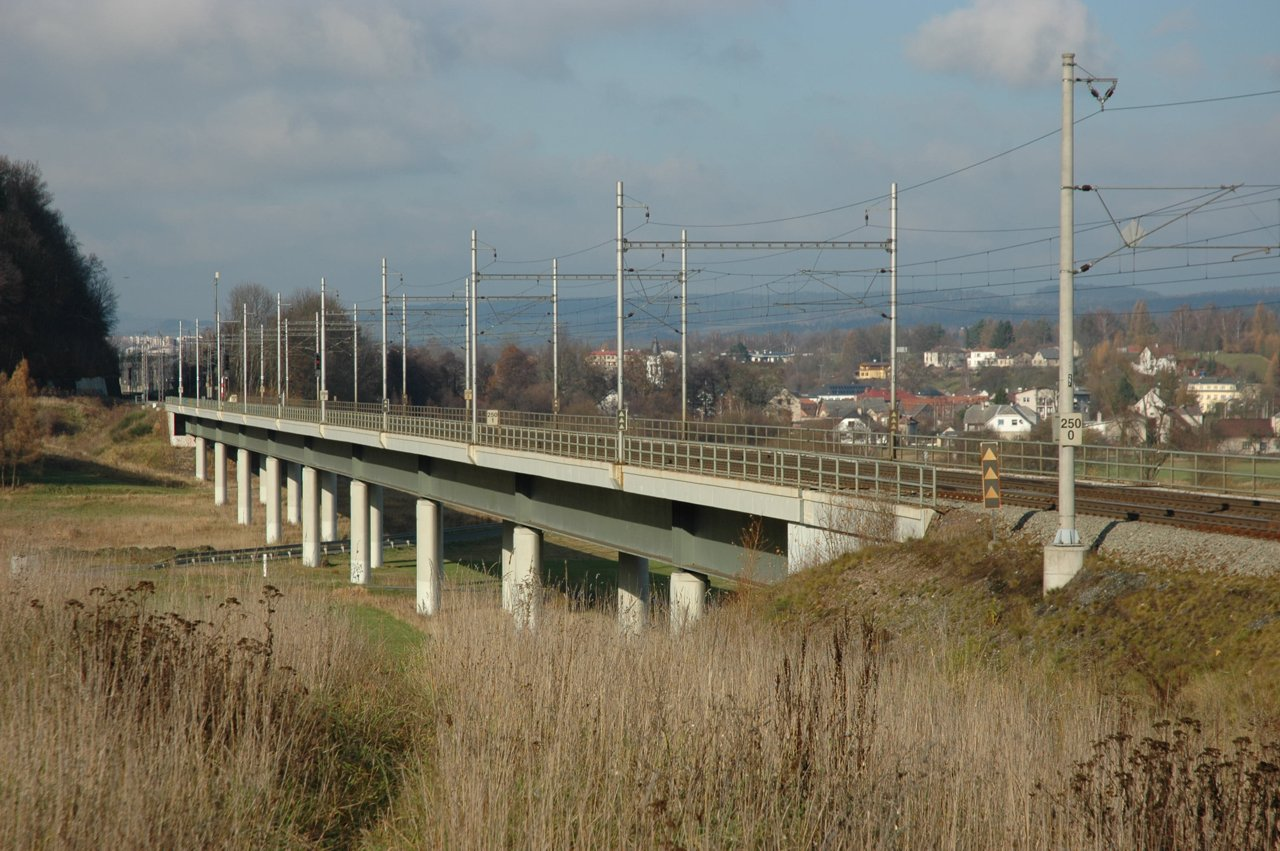
Železniční viadukt na přeložce trati mezi Dlouhou Třebovou a odbočkou Parník

Na sklonku roku 2012 byly podepsány smlouvy na stavby Optimalizace Praha Bubeneč – Praha Holešovice, Rekonstrukce železničního uzlu Břeclav, 2. stavba a Průjezd železničním uzlem Ústí nad Orlicí. V říjnu 2013 byla podepsána smlouva na stavbu Modernizace Praha Běchovice – Úvaly. Příprava probíhá u staveb nelahozeveské tunely, Modernizace uzlu Pardubice a Modernizace uzlu Česká Třebová.
Jízdní čas v jízdním řádu 2014/15 v úseku Praha – Brno byl u běžné soupravy 2 h 37 min, v jízdním řádu 2015/16 se pak snížil na 2 h 30 min, naklápěcí jednotky Pendolino zde nejsou provozovány (v roce 2010/11 jezdily za 2 h 23 min). Cílový čas po dokončení všech dílčích staveb je u naklápěcích jednotek 2 h 5 min, je otázka, zda je reálné jej dosáhnout (původní plány počítaly u některých úseků s vyššími traťovými rychlostmi).
V roce 2020 už začínají zastarávat některé z prvních otevřených úseků koridoru a vyžadují rekonstrukci. Prvním rekonstruovaným je úsek Velim–Poříčany. Zvažuje se též zvýšení zvýšení maximální rychlosti na 200 km/h na některých úsecích.
V roce 2022 byla dokončena oprava trati mezi Brnem a Blanskem a v červenci 2023 byl zprovozněn modernizovaný úsek mezi Ústím n. O. a Brandýsem n. O. V návrhu JŘ na rok 2024 se počítá s jízdní dobou Praha - Břeclav 3:08 h u vlaků ČD a 3:03 h u vlaků RegioJet. V opačném směru ČD 3:04 h a RegioJet 2:59 h.

### Úseky koridoru postavené na rychlost 160 km/h

#### Pro běžné soupravy
- Lovosice – Mlčechvosty mimo průjezdu přes stanice Roudnice nad Labem (150 km/h), Hněvice, Horní Počaply a Dolní Beřkovice 37 km
- Poříčany – Choceň mimo průjezdu přes stanici Kolín, úsek Přelouč – Valy u Přelouče a stanici Pardubice 88 km
- Ústí nad Orlicí město – Dlouhá Třebová 5 km
- Modřice – Břeclav přednádraží 52 km

#### Pro vlaky s naklápěcími soupravami
- Děčín – Dobkovice 5 km
- Lovosice – Nelahozeves mimo průjezd přes stanice Roudnice nad Labem a Hněvice 54 km
- Poříčany – Přelouč 51 km
- Valy u Přelouče – Choceň mimo průjezd Pardubicemi 42 km
- Ústí nad Orlicí – Dlouhá Třebová 7 km
- Modřice – Břeclav 53 km

### Úseky s velmi sníženými rychlostmi
- průjezd děčínskými tunely 70 km/h (úsek asi 1 km)
- Kralupy nad Vltavou – Praha-Podbaba řada úseků 80 km/h (úsek asi 2 km)
- průjezd Prahou (Praha-Holešovice – Praha-Libeň) 60–80 km/h (úsek asi 4 km)
- Brandýs nad Orlicí – Ústí nad Orlicí 80 km/h (úsek asi 11 km)
- průjezd nádražím Česká Třebová 60 km/h (úsek asi 1,2 km)
- Blansko – Brno 75 až 80 km/h (několik krátkých úseků)
- průjezd přes Brno hlavní nádraží 30 až 40 km/h (úsek asi 2 km)

Snížené traťové rychlosti jsou sice v řadě případů jen na velmi krátkých úsecích, ale i to vede ke značnému zpomalení a navyšování spotřeby energie. Např. do přestavby železniční stanice Kolín byl úsek s traťovou rychlostí 50 km/h dlouhý jen 190 m, což ovšem znamenalo, že vlaky ze 160 km/h brzdily na 50 km/h a v dalším úseku se opět rozjížděly na 125 km/h, resp. naopak. Celkové zdržení projíždějícího rychlíku bylo rovno až 4 minutám.

### Zvýšení rychlosti na 200 km/h
V některých úsecích je plánováno zvýšení rychlosti na 200 km/h. Nejprve by mělo jít o úseky Rakvice – Břeclav (plánovaný začátek realizace 2028), Choceň – Uhersko (plánovaný začátek realizace 2031), Pardubice – Uhersko (plánovaný začátek realizace 2032), a novostavba trati mezi Chocní a Ústím nad Orlicí (plánovaný začátek realizace 2030).

### Přehled úseků

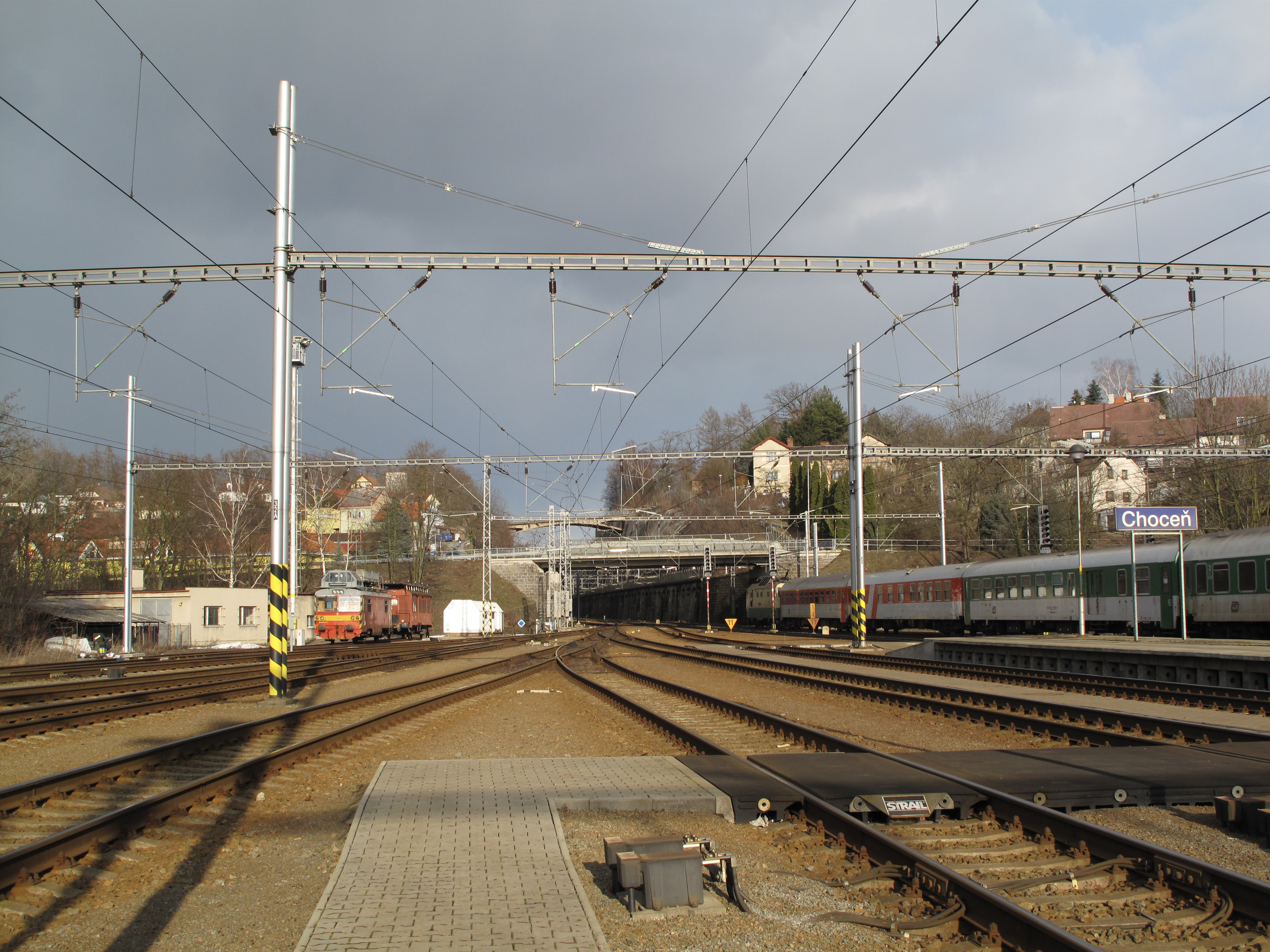
Modernizovaná stanice v Chocni

| úsek                                                                | délka      | zahájení výstavby | uvedení do provozu |
| ------------------------------------------------------------------- | ---------- | ----------------- | ------------------ |
| st.hr. SRN – Děčín (mimo)                                           | 9,8 km     | 1996              | 1998               |
| uzel Děčín                                                          | 3,8 km     | 2001              | 2004               |
| Děčín (mimo) – Ústí nad Labem sever (mimo)                          | 17,0 km    | 2001              | 2002               |
| uzel Ústí nad Labem                                                 | 6,0 km     | 2005              | 2008               |
| Ústí nad Labem jih (mimo) – Lovosice (mimo)                         | 18,9 km    | 1998              | 2001               |
| Lovosice (včetně) – Hrobce (včetně)                                 | 15,5 km    | 2000              | 2002               |
| Hrobce (mimo) – Hněvice (mimo)                                      | 12,2 km    | 1996              | 1997               |
| Hněvice (včetně) – Vraňany (mimo)                                   | 17,2 km    | 1999              | 2001               |
| Vraňany (včetně) – Nelahozeves zámek                                | 10,3 km    | 2000              | 2002               |
| nelahozeveské tunely                                                | 2,5 km     | plánováno 2026    | plánováno 2029     |
| uzel Kralupy nad Vltavou                                            | cca 1,5 km | 2028              | ?                  |
| Kralupy nad Vltavou (mimo) – Praha-Bubeneč (mimo)                   | 19,6 km    | 2001              | 2003               |
| Praha-Bubeneč (včetně) – Praha-Holešovice (včetně)                  | 4,6 km     | 2013              | 2015               |
| Praha-Holešovice (mimo) – Praha hl.n. (mimo)                        | cca 3 km   | plánováno 2027    | plánováno 2029     |
| Praha hl.n. (včetně) – Praha-Libeň (mimo)                           | 5 km       | 2004              | 2008               |
| Praha-Libeň (částečně) – Praha-Běchovice (včetně)                   | 9,7 km     | 2006              | 2011               |
| Praha-Běchovice (mimo) – Úvaly (včetně)                             | 9 km       | 2013              | 2015               |
| Úvaly (mimo) – Poříčany (mimo)                                      | 15,1 km    | 1993              | 1996               |
| žst. Poříčany                                                       | 2,5 km     | 1994              | 1997               |
| Poříčany (mimo) – Kolín zastávka                                    | 19,7 km    | 1997              | 1999               |
| Kolín zastávka – Kolín dílny (uzel Kolín)                           | 5,5 km     | 2006              | 2010               |
| Kolín dílny – Záboří nad Labem (mimo)                               | 5,7 km     | 2000              | 2002               |
| Záboří nad Labem (včetně) – Přelouč (mimo)                          | 18,6 km    | 2002              | 2004               |
| žst. Přelouč                                                        | 2,6 km     | 1997              | 1998               |
| Přelouč (mimo) – Pardubice (mimo)                                   | 10,3 km    | 1999              | 2000               |
| uzel Pardubice                                                      | 2,4 km     | 2020              | 2024               |
| Pardubice (mimo) – Uhersko (mimo)                                   | 16,9 km    | 1999              | 2001               |
| Uhersko (včetně) – Choceň (mimo)                                    | 15,7 km    | 1993              | 1996               |
| uzel Choceň                                                         | 2,5 km     | 2003              | 2005               |
| Choceň (mimo) – Brandýs nad Orlicí (mimo)                           | 2,6 km     | 2002              | 2002               |
| Brandýs nad Orlicí (včetně) – Ústí nad Orlicí (mimo) /rekonstrukce/ | 9,7 km     | 2021              | 2023               |
| uzel Ústí nad Orlicí                                                | 1,5 km     | 2013              | 2015               |
| Ústí nad Orlicí (mimo) – Česká Třebová (mimo)                       | 6,3 km     | 2002              | 2004               |
| uzel Česká Třebová                                                  | 5,4 km     | 2024              | plánováno 2031     |
| Česká Třebová (mimo) – Skalice nad Svitavou (mimo)                  | 47,5 km    | 1996              | 1998               |
| Skalice nad Svitavou (včetně) – Brno Maloměřice (mimo)              | 33,4 km    | 1996              | 1998               |
| uzel Brno etapa Židenice                                            | 15,8 km    | plánováno 2029    | plánováno 2035     |
| uzel Brno etapa Černovice                                           | 15,8 km    | plánováno 2028    | plánováno 2034     |
| uzel Brno etapa osobní nádraží                                      | 15,8 km    | plánováno 2028    | plánováno 2035     |
| uzel Brno etapa Heršpice                                            | 15,8 km    | plánováno 2028    | plánováno 2035     |
| Modřice (včetně) – Vranovice (mimo)                                 | 18,9 km    | 1998              | 2000               |
| žst. Vranovice                                                      | 1,9 km     | 2000              | 2001               |
| Vranovice (mimo) – Břeclav (mimo)                                   | 32,6 km    | 1997              | 1999               |
| uzel Břeclav                                                        | 4 km       | 2007              | 2014               |
| Břeclav (mimo) – Břeclav st.hr.                                     | 3 km       | 1997              | 1998               |